# Unlicense

Значок общественного достояния

Unlicense — инструмент для отрицания авторских прав на программное обеспечение. Другими словами, это шаблон для передачи программного обеспечения в общественное достояние. Состоит из двух частей: отказа от авторских прав (шаблон взят у проекта SQLite) и отказа от гарантий из лицензии MIT.

## История
В сообщении, опубликованном 1 января (День общественного достояния) 2010 г., Арто Бендикен изложил причины, по которым он предпочитает программное обеспечение, являющееся общественным достоянием, а именно: неудобства, связанные с условиями лицензирования (например, несовместимость лицензий), угроза, присущая закону об авторском праве, и неосуществимость закона об авторском праве.
23 января 2010 г. Бендикен продолжил свой первоначальный пост. В этом посте он объяснил, что нелицензия основана на отказе от авторских прав SQLite с заявлением об отсутствии гарантии из лицензии MIT. Затем он просмотрел лицензию, комментируя каждую часть.
В сообщении, опубликованном в декабре 2010 г., Бендикен пояснил, что значит «лицензировать» и «нелицензировать» программное обеспечение.
1 января 2011 г. Бендикен рассмотрел ход и принятие нелицензии. Он признает, что «трудно дать оценку текущего внедрения нелицензии», но предполагает, что «нелицензия используется многими сотнями проектов».

## Необходимость
Во всех странах-участниках Бернской конвенции предусматривается принцип автоматической охраны авторского права. Это означает, что охрана авторского права предоставляется автоматически, без необходимости какой-либо регистрации или других формальностей. Соответственно, передача произведения в общественное достояние требует таких формальностей. Unlicense, CC0, BOLA и другие «лицензии» позволяют осуществить эту передачу.

## Содержание
Полный текст шаблона
```
 This is free and unencumbered software released into the public domain.

 Anyone is free to copy, modify, publish, use, compile, sell, or
 distribute this software, either in source code form or as a compiled
 binary, for any purpose, commercial or non-commercial, and by any
 means.

 In jurisdictions that recognize copyright laws, the author or authors
 of this software dedicate any and all copyright interest in the
 software to the public domain. We make this dedication for the benefit
 of the public at large and to the detriment of our heirs and
 successors. We intend this dedication to be an overt act of
 relinquishment in perpetuity of all present and future rights to this
 software under copyright law.

 THE SOFTWARE IS PROVIDED "AS IS", WITHOUT WARRANTY OF ANY KIND,
 EXPRESS OR IMPLIED, INCLUDING BUT NOT LIMITED TO THE WARRANTIES OF
 MERCHANTABILITY, FITNESS FOR A PARTICULAR PURPOSE AND NONINFRINGEMENT.
 IN NO EVENT SHALL THE AUTHORS BE LIABLE FOR ANY CLAIM, DAMAGES OR
 OTHER LIABILITY, WHETHER IN AN ACTION OF CONTRACT, TORT OR OTHERWISE,
 ARISING FROM, OUT OF OR IN CONNECTION WITH THE SOFTWARE OR THE USE OR
 OTHER DEALINGS IN THE SOFTWARE.

 For more information, please refer to <http://unlicense.org/>

```